# 日裔新加坡人
日裔新加坡人社群規模龐大，當中以公司員工和他們的家人居多。新加坡第一位日裔居民是在1862年抵達當地的山本音吉，而在明治维新開始後不久，當地也出現了規模頗大的日本人移民潮。

## 移民史

### 殖民時期

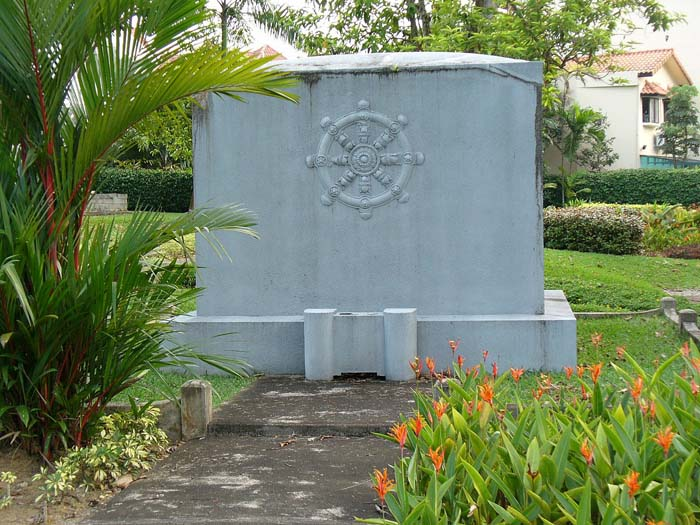
新加坡第一位日裔居民山本音吉的墳墓

第一位定居新加坡的日本人相信是來自愛知縣美濱町的山本音吉。他在1832年以船員的身分隨一艘日本米船航行的時候遇上風暴，並因而在太平洋漂流；回國失敗後，他便開始為英國政府擔任翻譯員。他在獲得英國公民身分之後於1862年到新加坡定居，並於五年後在當地去世和下葬。
早期在新加坡居住的日裔居民大部分都是後來會被統稱為「唐行小姐」的妓女。第一批日本妓女相信在1870年或1871年就已經抵達新加坡；1889年當地日本妓女的人數是134人。。日本當局曾經在1895年至1918年期間對日本婦女移民東南亞，到當地妓院工作的現象坐視不理。日本駐新加坡領事表示，截至1895年，在新加坡居住的日本人約有450至600人，當中絕大多數人不是妓女、皮條客，就是情婦；從事「正當行業」的則少於20人。當時的日本人社群既沒有自己的學校，也沒有自己的社群組織，日本領事館對當地日本公民也沒甚麼影響力；當時日本人社群的主導者是妓院的東主。日本在甲午战争中獲勝之後就變得越來越有自信，這也改變了海外日僑的地位，因為他們以後可以在法律上和歐洲人平起平坐。日本人社群也在當年獲政府批准在市區以外，實龍崗一片佔地12公頃的土地建立自己的墓地，不過其實這片土地早在1888年便已經成為日本人的葬身之所。
不過，法律地位的改變並不改變日本人社群主要從事賣淫業的現象。有兩位學者指出當時日本正在藉助唐行小姐對東南亞進行經濟擴張，而唐行小姐則是這個行動的捍衛者。具體而言，東京當局認為這是在該地區為日本建立經濟基礎的方法之一；賣淫業的收入可以用來積累資本，分散日本在當地的經濟利權。對其他日本人來說，妓女還是債主和顧客：她們既會向有意創業的日裔居民借出收入，也會光顧日本人經營的裁縫店、雜貨店，以及向日裔醫生求醫。在日俄战争爆發的時候，新加坡日本妓女的人數可能已經增加到大約700人，她們主要會在馬來街（今密駝路）工作。不過自從第一次世界大战令歐洲進口貨無法輸入東南亞，日本商品便開始進軍東南亞市場，成為歐洲進口貨的替代品；這還促使當地日本人轉而從事零售和貿易，改變了日本人社群的主要從事的經濟活動。
新加坡在1921年響應英國殖民政府徹底取締馬來半島合法賣淫業的計劃，取締當地持牌的日本妓院。雖然很多日本人仍然無視禁令，繼續秘密從事這門行業，不過當時統治新加坡的海峽殖民地政府和日本政府都曾經為了取締賣淫業而行動。到了1927年，當地仍然有大約126名日本妓女獨力營生，不過當中大部分人最後不是離開新加坡，就是轉行。在她們離開的同時，日本人社群的結構也發生了重大的轉變——日本人光顧的商店（例如裁縫店和理髮店，這些商店的東主大都是日本人） 相繼結業，而商店的東主也陸續離開新加坡，取而代之的則是日資企業的受薪僱員。在日資企業工作的當地日本人人數從1914年的14人增加到1921年的1478人；這項巨大的轉變還持續了十年——新加坡的日本人社群當中，販賣商品的商人所佔的比例從1919年的38.5%下降到1927年的9.7%，而公司／銀行員工所佔的比例從1919年的28.0%上升到1927年的62.9%。
當地日本人的人數在1929年達到頂峰，卻因為其後席捲全球的大萧条而有所下降。不過之後日圓貶值令日本商品在東南亞市場更有競爭力，而日本人社群的人數也因此而回升。雖然其他日資企業都陷入業績倒退的處境，不過當地日本漁民的人數卻有增無減。從1920年的200人增加到1936年的1752人，達到頂峰。1930年代日本漁民在當地日本人社群之中所佔的比例介乎四到三分之一。

### 1945年後

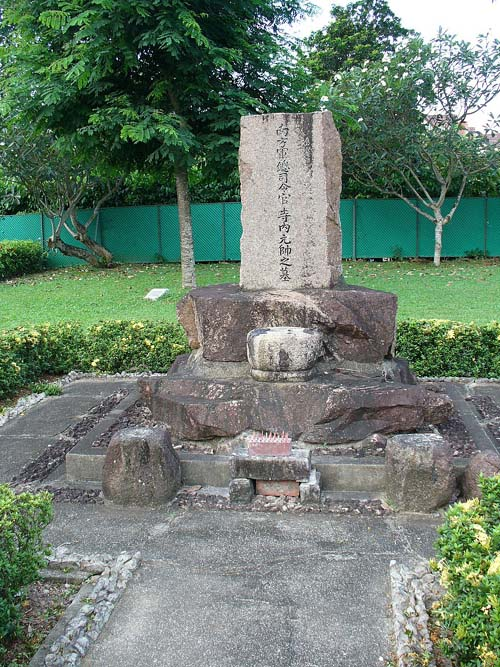
二戰期間日軍南方軍總司令寺内寿一元帥的墳墓（位於新加坡日本人墓地公園）

二戰結束後，所有日本人（不論是平民還是軍人）都在1947年遣返日本。之後日本人墓地便因為沒有人維護而日久失修，熱帶氣候、非法佔據者和破壞者都是墳墓被破壞的原因。雖然日本人，不過他們回流的速度卻很緩慢。雖然新加坡政府曾經在1948年至1949年期間向少數日本人簽發入境許可，不過在1953年之前，獲准在新加坡定居的日本人就只有外交官和他們的家屬。其他日本人雖然可以獲發入境許可，不過他們只能夠逗留兩個月。不過在1950年後半期，新加坡放寬了日本公民進出境的限制，日資企業也再次在新加坡設立辦事處。戰後第一個成立的日本人社群組織新加坡日本人會在1957年成立，這個組織特別專注於日本人墓地的復修工程，並將之視為其目標。

### 1965年至今
日資企業在1970年代初開始把生產線從日本轉移到東南亞，因此當地日本人社群的規模便再次出現顯著的增長。自1980年代中期開始，絕大多數移居新加坡的日本人都會和家人一起移民，在這種家庭當中，丈夫是僱員，不是公司員工就是工程師；妻子則是家庭主婦。也有一小部分日本男子會告別家人，隻身移居新加坡（這種現象在日語中稱為「單身赴任」）。單身女子在當地的日本人社群會受到雙重排擠：在辦公室，日本商人對女性地位有拘謹的看法，在社交生活中，這些商人的妻子也會排斥單身女子。單身的日本女子通常都會嘗試避免接觸已婚的日本女子，即使她們住在同一個社區。

## 教育

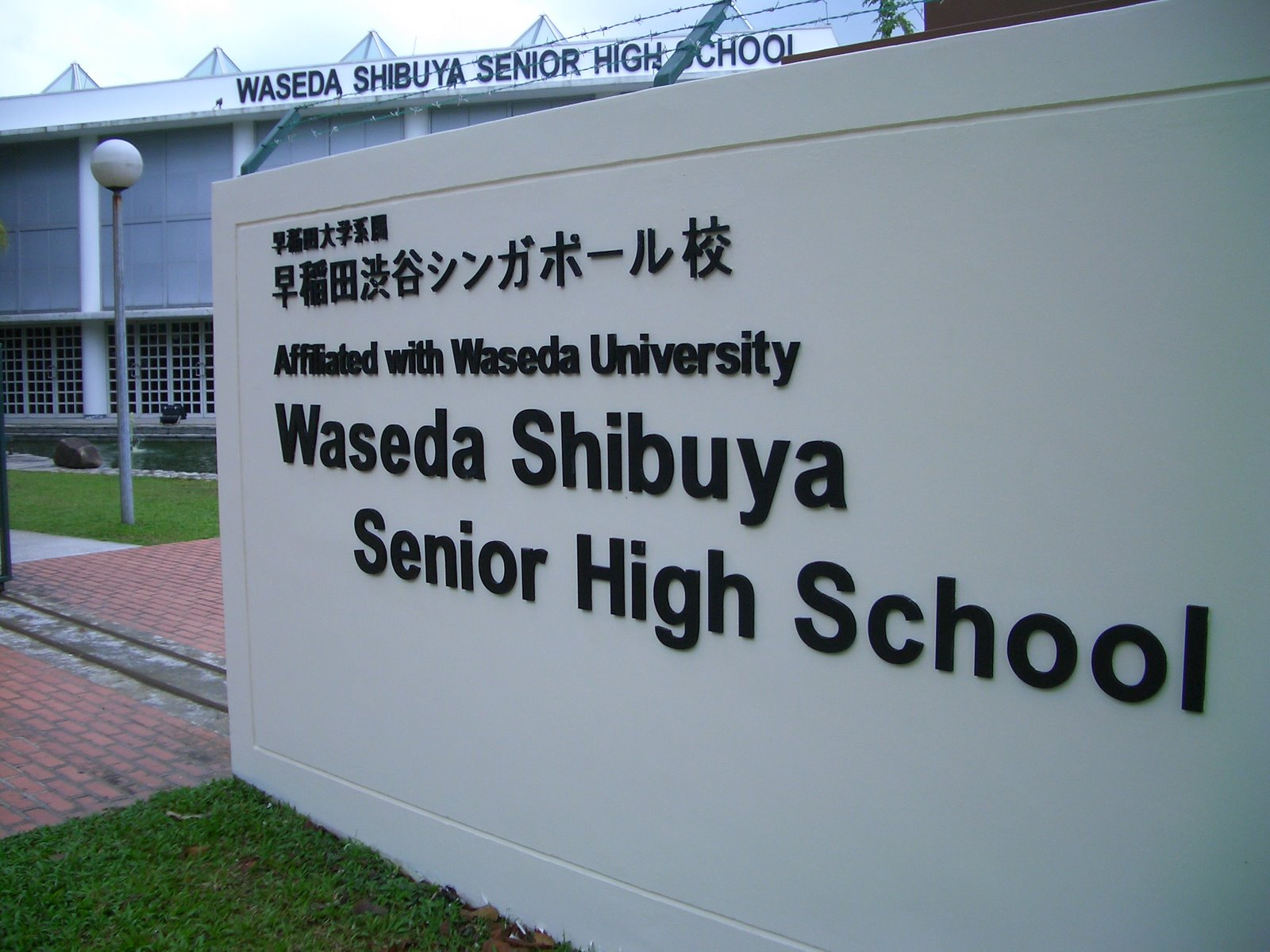
早稻田涩谷新加坡校

截至2000年，新加坡設有數家服務日裔新加坡人，以日語為教學語言的學校，當中包括一所招收400名學生的幼稚園、一所招收1900名學生的小學，一所招收700名學生的初中、一所招收500名學生的高中，以及12所學習塾——協助當地日本人應付大學入學試的補習社。這些學校都鄰近日本人聚居地，全部教職員和學生都是日本公民。當地只有一小部分日本人家庭會把孩子送到不以日語授課的國際學校讀書。
新加坡日本人學校提供小學和中學校課程，而早稻田涩谷新加坡校（原名澀谷幕張新加坡校）則提供高等學校課程。新加坡還設有一所補習授業校（新加坡日本語補習授業校）。

## 宗教
新加坡的日裔居民在1922年成立了一所天理教教會。有說他們進行的志願工作（特別是以傷殘人士為對象的支援工作）大大改善了新加坡華人對日本人的觀感——此前日軍在日佔時期犯下的戰爭罪行曾經令華人對日本人感到非常厭惡。然而天理教的信徒仍然是以日本人，而不是一般新加坡人為主；天理教與神道教的聯繫也不利於他們在日本人社群以外所進行的傳教工作。
在新加坡，天理教的主要競爭對手是佛教團體創價學會。本來只有日本人才能夠成為創價學會的會員，不過後來創價學會對本地人（特別是華人）展開的外展工作卻更為成功。

## 休閒活動
和在其他國家居住的日本人一樣，新加坡的日裔商人也喜歡打高爾夫球。在1970年代日本人社群再次迎來規模增長的時候，日本人曾經施加政治壓力，推動現有高爾夫球場的改善工程和新高爾夫球場的興建。雖然其他參加高爾夫球會的外籍人士和屬於中上階層的本地人都支持改善新加坡的高爾夫球設施，不過有說大致上以日本人的訴求最為強烈。由於當地高爾夫球會日裔會員數目迅速增長的關係，所以有的高爾夫球會有鑑於此，便實行外籍會員配額制和價格雙軌制。外籍會員配額制的目的是為了避免大量日本僑民和旅客申請高爾夫球會的會籍，而價格雙軌制則要求外國人繳付比本地人更多的會費。由於新加坡高爾夫球場收費高昂，所以職級較低的日本人會越過邊境，到马来西亚新山收費較便宜的高爾夫球場打高爾夫球。
當地日本人喜歡參加的休閒活動還包括打網球、游泳、學習華語、學習英語，以及參加烹飪班。

## 腳註
1. ↑  外務省（2016）.
2. ↑  Ben-Ari 2003，第127頁
3. ↑  Ben-Ari 2003，第116–117頁
4. ↑  Tan 2008
5. ↑  Shimizu & Hirakawa 1999，第25頁
6. ↑  Tan 2008.
7. ↑  Shimizu & Hirakawa 1999，第25頁.
8. 1 2 3  Warren 2003，第35頁.
9. ↑  Shimizu & Hirakawa 1999，第26頁.
10. ↑  Shiraishi & Shiraishi 1993，第8頁.
11. 1 2  Tsu 2002，第96頁.
12. 1 2  Shiraishi & Shiraishi 1993，第9頁.
13. 1 2  Shimizu & Hirakawa 1999，第21頁.
14. ↑  Warren 2003，第41頁.
15. ↑  Shimizu 1993，第66頁.
16. ↑  Warren 2003，第42, 87頁.
17. ↑  Shimizu 1993，第67頁.
18. ↑  Shimizu 1993，第68頁.
19. ↑  Shimizu 1993，第69頁.
20. ↑  Shimizu 1993，第75頁.
21. ↑  Shimizu 1993，第63頁.
22. ↑  Shimizu & Hirakawa 1999，第94頁.
23. ↑  Tsu 2002，第96頁
24. ↑  Tsu 2002，第97頁.
25. ↑  Shimizu & Hirakawa 1999，第160頁.
26. ↑  Shimizu & Hirakawa 1999，第166頁.
27. ↑  Ben-Ari 2003，第117頁.
28. 1 2  Ben-Ari & Yong 2000，第84頁.
29. ↑  Ben-Ari & Yong 2000，第82頁
30. ↑  Ben-Ari & Yong 2000，第103頁
31. ↑  Ben-Ari 2003，第124頁.
32. ↑  土肥（2012）.
33. ↑  Chanda 2016.
34. ↑  Hamrin 2000，第196頁
35. ↑  Hamrin 2000，第211頁.
36. ↑  Hamrin 2000，第213頁.
37. ↑  Hamrin 2000，第214頁.
38. ↑  Hamrin 2000，第214頁
39. ↑  Clammer 2000，第177頁
40. ↑  Ben-Ari 1998，第141頁.
41. ↑  Ben-Ari 1998，第142頁.
42. ↑  Ben-Ari 1998，第146頁.
43. ↑  Ben-Ari 2003，第127頁.

## 延伸閱讀
- Ben-Ari, Eyal. . Occasional Papers 18. Social Sciences Resource Centre, University of Hong Kong. 1996. ISBN 978-962-7558-21-7.
- Chew, Daniel Kai Mun; Thang, Leng Leng. . Tsu, Yun-hui  (编). . Singapore: McGraw Hill. 2006. ISBN 978-0-07-125623-0.
- Thang, Leng Leng; MacLachlan, Elizabeth; Goda, Miho. . Geoforum. September 2002, 33 (4): 539–551. doi:10.1016/S0016-7185(02)00042-8.
- Thang, Leng Leng; Goda, Miho; MacLachlan, Elizabeth. . Thang, Leng Leng; Yu, Wei-hsin  (编). . Leiden: Brill. 2004. ISBN 978-90-04-13732-5.
- Thang, Leng Leng; Goda, Miho; MacLachlan, Elizabeth. . Adachi, Nobuko  (编). . London: Routledge. 2009. ISBN 978-0-415-49745-9.
- ; ; ; . . . 2008-03, 81: 95–120  [2016-11-26]. ISSN 1347-9555. （原始内容存档于2017-06-16） （日语）.

## 外部連結
- 新加坡日本人會 （页面存档备份，存于）
- 新加坡日本人學校 （页面存档备份，存于）